# 雪見山堅太夫
雪見山 鉄右エ門（ゆきみやま てつえもん、生没年不詳）は、日本の大相撲力士で、日本相撲協会により初代大関として認定されている人物である。

## 来歴
肥前田代（現・佐賀県鳥栖市田代町）の出身。体重は37貫（139kg）あり、大型の力士である。当初は響野と名乗り、肥後の竹嶋甚四郎の門弟となる。後に雪見山と改め、熊本藩（当初の名称は肥後藩）の大名お抱え力士となる。なお、師匠である竹嶋甚四郎は力士ではなく、行司出身の人物である。現在の行司は木村姓と式守姓しか残っていないが、江戸時代には様々な姓の行司が存在し、「竹嶋」は主に九州・肥後地方で活躍した行司家の姓である。
剛力で、右を差せば無敵であったと伝えられ、宝暦6年（1756年）に上方（京・大坂）に初上りして江戸には宝暦7年（1757年）10月に東大関として番付に登録される。大関を務めたのはこの場所限りであったが、以後も常に番付は上位に在り、明和8年（1771年）の京都興行の時に達ヶ関森右衛門（後の第4代横綱である2代目 谷風梶之助）を見事な掬い投げで破り、評判となる。引退間際の安永4年（1775年）3月に下の名前を鉄右衛門と改名し、引退後は九州相撲の頭取となり、八ツヶ峰住右衛門・筆ノ海金衛門らを門下に従え、育成した。

## 概要
江戸勧進相撲が初めて木版刷りの縦一枚番付を発行した1757年（宝暦7年）10月場所の東大関に雪見山の四股名が記載されている。宝暦7年10月場所以降江戸勧進相撲の番付が現在の日本相撲協会まで連綿と続いている。ただし、雪見山が大関として番付に載る前にも初代 谷風梶之助など、一部の力士が大関だったことが判明していることや、元々相撲興行は京・大坂が本場で番付自体も京で1699年（元禄12年）、大坂で1702年（元禄15年）のものから写本や板番付等の形式で宝暦7年以前に50場所分近く残されていることなどから、正式な初代大関だったわけではなく、あくまで江戸相撲における現存最古の番付を起点とした場合の見解に過ぎない。
大関を務めたのはこの場所限りで、そのあと一度番付から姿を消したが、まもなく関脇や前頭上位に名を現し、安永6年（1776年）4月の番付まで約20年にわたって最上段に名前がある。その間に関脇4場所、小結5場所を務めているところから判断すると、実力を兼ね備えていたので、安定した力士として活躍したと推測されている。
その点では、後に第4代横綱となる谷風梶之助も最初は看板大関からスタートしたのと類似した経歴であり、現在まで継続する番付の最初の大関力士として相応しい存在と考えられている。

## 大関の沿革・横綱との関係
大関の歴史は横綱のそれよりも遥かに古く、少なくても江戸時代よりも前から既に存在していたことは確かである。平安時代の相撲節会の時代には、最高位の力士には最手（ほて）という称号が与えられており、それが起源であると云われる。
現在、財団法人日本相撲協会が認定している初代横綱の明石志賀之助が日下開山の称号を受けたのは、徳川家光の時代ということになっている。
その時代にはまだ横綱が番付としては存在せず、「日下開山」という名称が最強力士の呼び名であった。
記録の残る正式な横綱免許を受けたのは江戸時代中期の第4代横綱の谷風梶之助と第5代横綱の小野川喜三郎の二人で吉田司家より正式に横綱免許を受けている。このとき、前例を重んじる江戸幕府の慣例によって、横綱免許が史上初でないことを示すために、現在、第2代横綱に認定されている綾川五郎次と、第3代横綱に認定されている丸山権太左衛門の名前が記述されたと考えられている。

## 他の観点から見た大関の番付的見解
軍隊で例えれば、大将の階級にある軍人の中で特に優れた人物が元帥府に列せられることに於いて与えられる元帥が階級ではなく、称号であるのと同じであり、いうなれば大関が大将にあたり、横綱が元帥にあたる。
ただし、昭和初期によく行われた以上の説明は、江戸時代から明治初期においての横綱の位置づけとしては妥当な説明であるが、横綱が番付として確立している現在には必ずしも該当しない。

## 場所別成績
| 1757年 | x                        | 東大関 –                 |
| 1758年 | 番付非掲載               | 東関脇 –                 |
| 1759年 | 東関脇 –                 | x                        |
| 1760年 | x                        | 東関脇 –                 |
| 1761年 | x                        | 東前頭筆頭 3–3–2         |
| 1762年 | 東関脇 5–0–1 2無         | x                        |
| 1763年 | 東小結 4–3–1             | 東小結 4–1 3無           |
| 1764年 | 東小結 5–0–1 1預1無      | 東小結 5–1 1分1無        |
| 1765年 | 東前頭2枚目 3–1–1 2預1無 | 東前頭2枚目 5–0 3無      |
| 1766年 | 東前頭2枚目 4–2–2 1預    | 東前頭3枚目 2–2–3 1預    |
| 1767年 | 東前頭4枚目 3–0–3 1分1無 | 東前頭筆頭 5–0 1分1預2無 |
| 1768年 | 東小結 5–0–2 1預         | 東小結 6–0 1分1無        |
| 1769年 | 東前頭筆頭 6–0 1預       | 東前頭筆頭 0–0–8         |
| 1770年 | 番付非掲載 不出場        | 番付非掲載 不出場        |
| 1771年 | 東小結 3–1–3 1預         | 番付非掲載 不出場        |
| 1772年 | x                        | 番付非掲載 不出場        |
| 1773年 | 東前頭3枚目 2–1–1 4預    | 東前頭3枚目 0–0–8        |
| 1774年 | 東前頭2枚目 3–2–1 1預1無 | 東前頭2枚目 2–3–1 1分1無 |
| 1775年 | 東前頭筆頭 1–1–2         | 番付非掲載 不出場        |
| 1776年 | 番付非掲載 不出場        | 東前頭2枚目 0–0–8        |
| 1777年 | 東前頭筆頭 引退 0–0–8    | x                        |
| 各欄の数字は、「勝ち-負け-休場」を示す。 優勝 引退 休場 十両 幕下 三賞：敢=敢闘賞、殊=殊勲賞、技=技能賞 その他：★=金星 番付階級：幕内 - 十両 - 幕下 - 三段目 - 序二段 - 序ノ口 幕内序列：横綱 - 大関 - 関脇 - 小結 - 前頭（「#数字」は各位内の序列） |                          |                          |

- 1760年10月場所までは勝敗記録現存せず。